# Walschhof
Walschhof war ein kleiner Ort im Kreis Preußisch Eylau in Ostpreußen. Seine Ortsstelle liegt heute im Gebiet der Landgemeinde Górowo Iławeckie (Landsberg) im Powiat Bartoszycki (Kreis Bartenstein).

## Geographische Lage
Die Ortsstelle von Walschhof liegt am Flüsschen Walsch (polnisch Wałsza) im Nordwesten der Woiwodschaft Ermland-Masuren, 18 Kilometer südwestlich der früheren und heute auf russischem Staatsgebiet gelegenen Kreisstadt Preußisch Eylau (russisch Bagrationowsk) bzw. 30 Kilometer nordwestlich der heutigen Kreismetropole Bartoszyce (deutsch Bartenstein).

## Geschichte
Vor 1895 wurde der Abbau Scheffler genannte Ort gegründet und ab 30. Juni 1922 „Walschhof“ genannt. Bestehend lediglich aus einem kleinen Hof und mit einer Fläche von 50 Hektar bei acht Einwohnern gehörte Walschhof als Ortsteil bis 1945 zu Canditten (polnisch Kandyty), trotz seiner abseitigen Lage hinter der Bahnlinie.
Nach 1945 kam Walschhof mit dem gesamten südlichen Ostpreußen in Kriegsfolge zu Polen. Über eine polnische Namensform ist nicht bekannt, es steht zu vermuten, dass der Ort keine Aufmerksamkeit mehr erlangt hat und in Kandyty (Canditten) aufgegangen ist. Seine Ortsstelle gehört heute zur Gmina Górowo Iławeckie (Landgemeinde Landsberg) im Powiat Bartoszycki (Kreis Bartenstein), von 1975 bis 1998 der Woiwodschaft Olsztyn, seither der Woiwodschaft Ermland-Masuren zugehörig.

## Religion
Walschhof war bis 1945 in das Kirchspiel der evangelischen Kirche Canditten (polnisch Kandyty) in der Kirchenprovinz Ostpreußen der Kirche der Altpreußischen Union eingepfarrt.

## Verkehr
Die Ortsstelle von Walschhof ist von Kandyty aus zu erreichen. Eine Bahnanbidnugn besteht nicht mehr, seit die nächstgelegenen Bahnstationen Sangnitten (polnisch Sągnity) bzw. Wildenhoff (Dzikowo Iławweckie) an der Bahnstrecke Königsberg–Zinten–Rothfließ wie auch die Bahnstrecke selbst nicht mehr in Betrieb sind.